# Тшепниця
Тшепниця (пол. Trzepnica) — село в Польщі, у гміні Ленки-Шляхецькі Пйотрковського повіту Лодзинського воєводства.
Населення — 475 осіб (2011).
У 1975-1998 роках село належало до Пйотрковського воєводства.

## Демографія
Демографічна структура станом на 31 березня 2011 року:
|          | Загалом | Допрацездатний вік | Працездатний вік | Постпрацездатний вік |
| -------- | ------- | ------------------ | ---------------- | -------------------- |
| Чоловіки | 241     | 52                 | 159              | 30                   |
| Жінки    | 234     | 57                 | 121              | 56                   |
| Разом    | 475     | 109                | 280              | 86                   |